# Frédéric Albert Constantin Weber
Frédéric Albert Constantin Weber ( 1830, Wolfisheim, Estrasburgo - 1903) fue un médico y botánico francés.
Obtiene su título de doctor en medicina en la facultad de Estrasburgo en diciembre de 1852 con una tesis titulada De l'hémorrhagie des méninges cérébrales.
Entre 1864 y 1867 participa, como médico militar, de la expedición francesa a México, que le permite describir innumerables especies de cactáceas y de agaves.
Fue director del Servicio de Salud del 7.º Cuerpo de Infantería en 1885.

## Honores

### Eponimia
Género
Nathaniel Lord Britton y Joseph Nelson Rose bautizan a Weberocereus de la familia de cactus (Cactaceae).
Especies
- Agave weberi
- Pachycereus weberi
- Parodia weberiana
- Parodia weberioides
- Pereskia weberiana

- La abreviatura «F.A.C.Weber» se emplea para indicar a Frédéric Albert Constantin Weber como autoridad en la descripción y clasificación científica de los vegetales.[1]